# Das letzte Hemd hat leider keine Taschen
Das letzte Hemd hat leider keine Taschen ist ein deutscher Gassenhauer von Michael Jary auf einen Text von Hans Stani. Populär wurde er in einer 1957 von Hans Albers aufgenommenen, von Rudi Bohn arrangierten Fassung für den Film Das Herz von St. Pauli.
Im Lied geht es darum, jemanden zu trösten, der sein Geld verloren hat, obgleich er immer sparsam lebte. Das Lied erinnert daran, dass man das Geld nach dem Tod nicht mitnehmen kann. Im Refrain heißt es: „Drum laß uns schnell den kleinen Rest vernaschen. Im Himmel braucht der Mensch bestimmt, bestimmt kein Geld.“ Es hat daher keinen Sinn, sehr viel Besitz anzuhäufen.
Die Telefunken Decca veröffentlichte das Lied im Jahr der Filmveröffentlichung erstmals auf Schallplatte. Inzwischen gehört der Filmsong zum Repertoire Hamburger Volkssänger. Neben der von Hans Albers gesungenen Version gibt es auch diverse Coverversionen, etwa von Karl Dall oder Aale-Dieter. Ebenfalls Verwendung fand der Titel in dem Film Soul Kitchen (2009) von Fatih Akın. 2010 erreichte der Song auf dem Soul Kitchen-Soundtrack die Albumcharts.